# 別列津諾區
別列津諾區（羅馬化：Berezinskiy rayon）是白俄羅斯中部明斯克州的一個區，行政中心为別列津諾，面積1,940.34平方公里，2009年人口25,031，人口密度每平方公里12.89人。